# Collegiata di Sant'Isidoro
La collegiata di Sant'Isidoro (Colegiata de San Isidro o Colegiata de San Isidro el Real, in lingua spagnola), è una chiesa di Madrid, dedicata a sant'Isidoro, patrono della città.
La collegiata, situata in calle de Toledo, è stata cattedrale di Madrid, dal 1885 al 1993, anno in cui venne consacrata la cattedrale dell'Almudena.
Al suo interno sono custodite le reliquie di sant'Isidoro e della sua sposa, santa Maria de la Cabeza.

## Storia
L'attuale collegiata di San Isidoro era originariamente la chiesa gesuitica di San Francesco Saverio, attigua al Collegio Imperiale della Compagnia di Gesù. Il progetto del tempio, che prende a modello la chiesa del Gesù a Roma, si deve a Pedro Sánchez e risale al 1620; i lavori, a partire dal 1633, furono portati avanti dagli architetti Francisco Bautista e Melchor de Bueras e completati nel 1664, anche se la chiesa venne consacrata già il 23 settembre 1651.
Nel 1767, con l'espulsione dei Gesuiti, la chiesa divenne collegiata. Due anni dopo, in coincidenza con la traslazione del corpo di sant'Isidoro, fino ad allora custodito nella chiesa di Sant'Andrea, la collegiata venne intitolata a san Isidro. Successivamente vi furono portate anche le reliquie della sposa, santa Maria de la Cabeza.
Con la costituzione della diocesi di Madrid, nel 1885, la collegiata assunse il ruolo di cattedrale, sino alla consacrazione della cattedrale dell'Almudena, nel 1993.
Nel 1936, durante la guerra civile spagnola, la chiesa venne danneggiata da un incendio doloso, come molte altre chiese spagnole in quegli anni. Durante i successivi lavori di restauro, diretti dall'architetto Javier Barroso, vennero completate le due torri campanarie, fino ad allora incompiute.

## Descrizione
La monumentale facciata, in granito, presenta un corpo centrale, scandito da colonne di ordine corinzio, incorniciato dai due campanili ai lati. Al centro della facciata si trova il gruppo scultoreo raffigurante sant'Isidoro e santa Maria de la Cabeza.
Molte delle numerose opere d'arte che ornavano la collegiata, andarono perdute in seguito all'incendio del 1936; tra le opere che si salvarono, sono da segnalare il sarcofago contenente le reliquie di sant'Isidoro e la tela raffigurante la Sacra Famiglia (Sagrada Familia), risalente al XVII secolo, opera di Sebastián de Herrera Barnuevo, custodita nella cappella del Pilar.

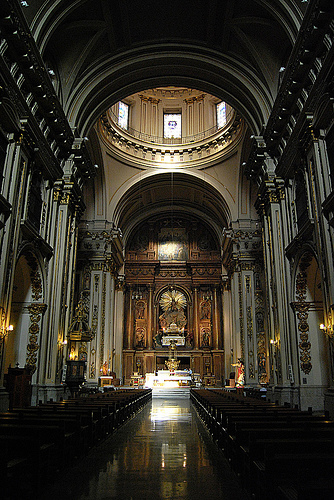
Interno della collegiata
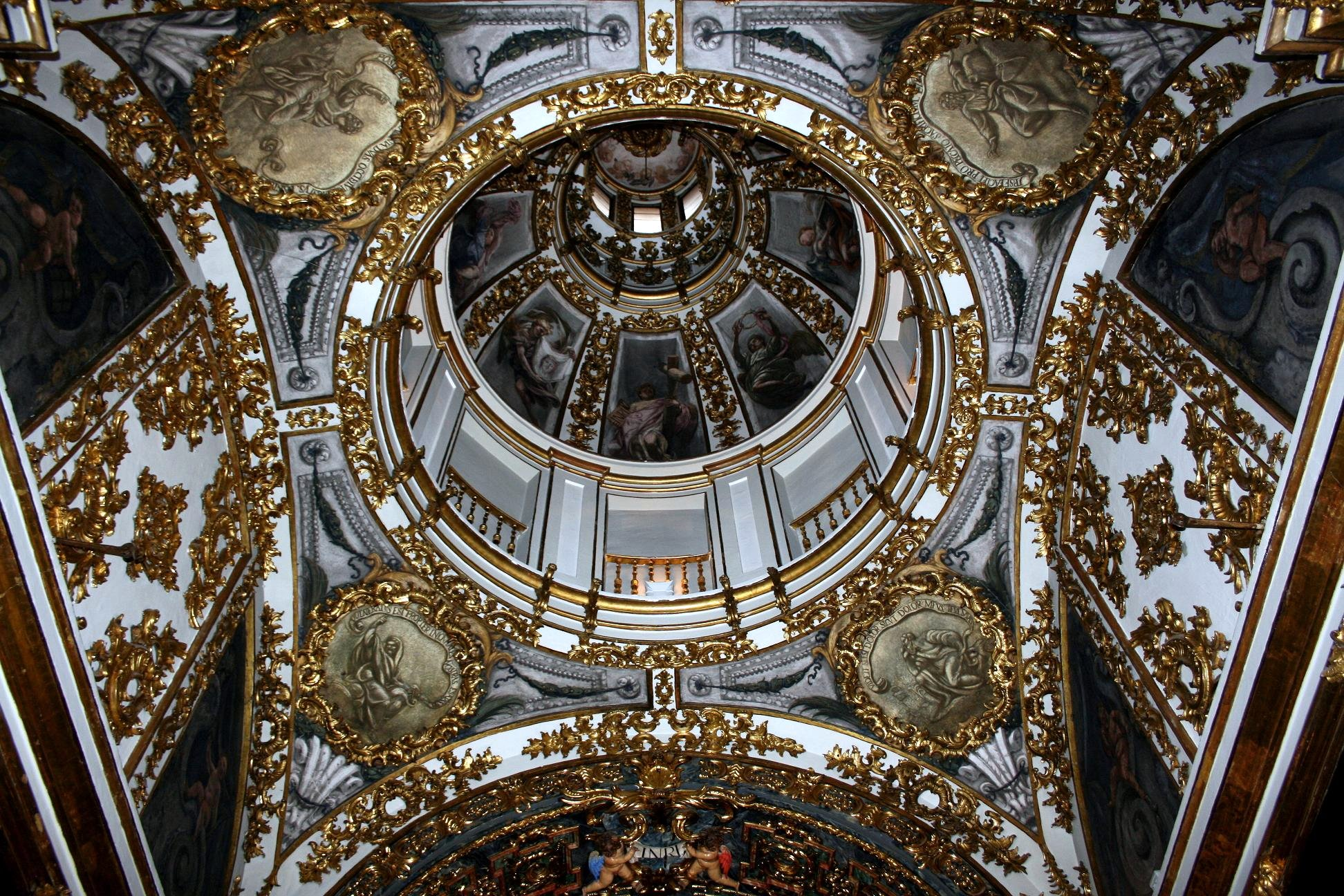
Cupola
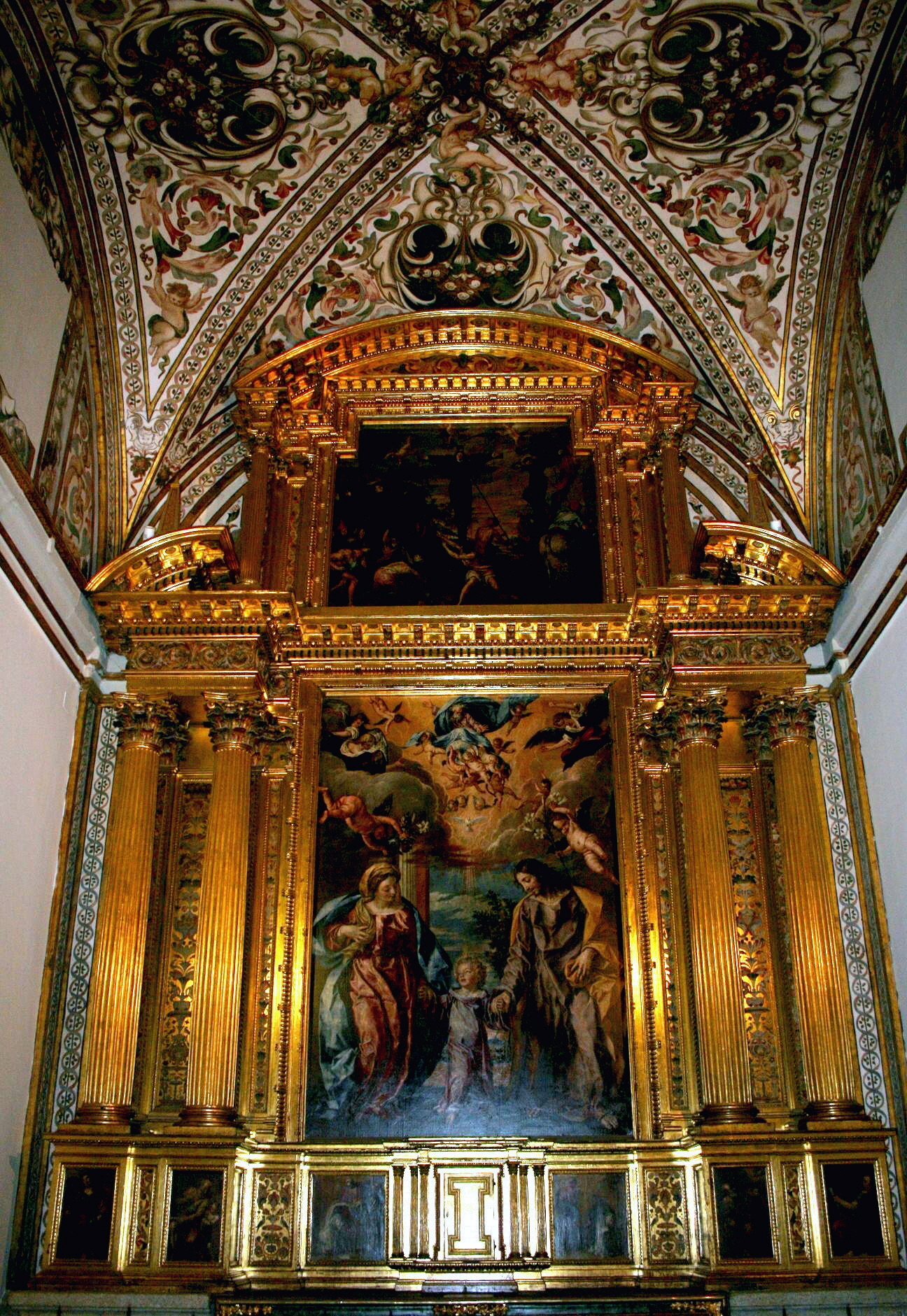
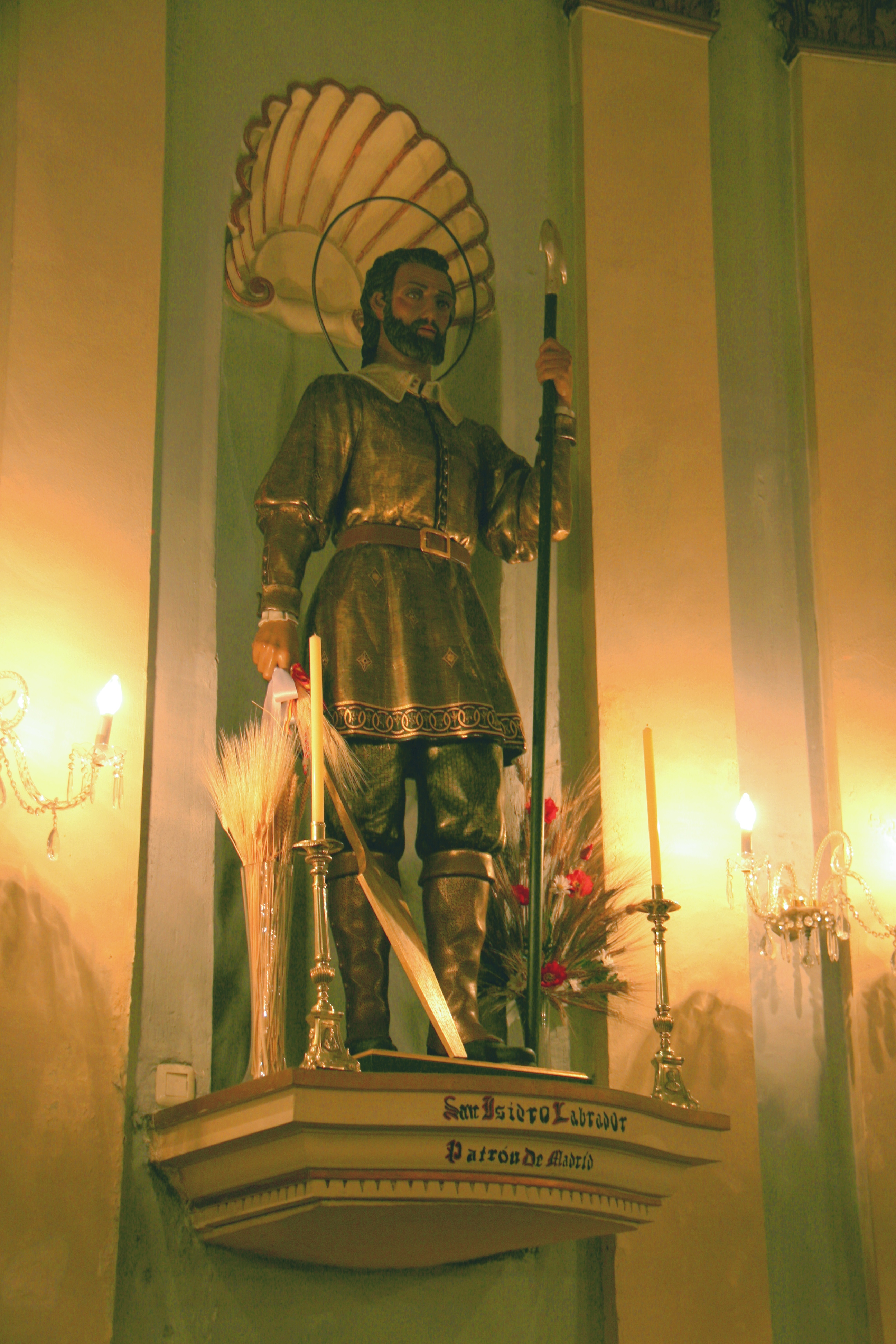
S. Isidoro